# Guizhou
Guizhou (fil), äldre transkribering Kweichow, är en provins i sydvästra Kina. Provinsen har drygt 34 miljoner invånare (2010) och är en av Kinas fattigaste provinser. Guizhou är känt för sin stora befolkning av etniska minoriteter.

## Geografi
Guizhou är en bergig provins, i synnerhet de västra delarna. Klimatet är subtropiskt och fuktigt. Årstiderna är relativt lika, och den genomsnittliga årstemperaturen är runt 10-20 °C. Under januari i genomsnitt 1-10 °C och i juli i genomsnitt 17-28 °C. Här återfinns Kinas största vattenfall – Huangguoshu.
Marken består huvudsakligen av paleozoisk kalksten, endast i norra delen av mesozoisk kalksten. Landet är i allmänhet en högslätt på 1 000-1 500 m. höjd, i vilken floderna grävt sig djupa erosionsdalar. Det är ett ofruktbart land utom i den del, som genomflyts av Yangtzeflodens biflod Wufloden. Därför är boskapsskötseln där av större betydelse än annars i Kina. Guizhous hästar är berömda i landet, som t.ex. Guizhouponnyn. Ris är den viktigaste jordbruksprodukten; dessutom produceras mycket råsilke. Provinsen är rik på mineraler, bland annat koppar och kvicksilver.

## Historia
Provinsen skapades 1413 under Yongle-kejsarens regeringsperiod.

## Demografi
I provinsen bor ett stort antal minoritetsfolk. Totalt utgör dessa mer än 37% av befolkningen. Bland dessa kan nämnas yao, miao, yi, qiang, dong, zhuang, buyi, bai, tujia, gelao och shui. 55,5% av provinsens yta är autonoma regioner för olika minoritetsfolk.

## Administrativ indelning
Guizhou är indelat i nio enheter på prefekturnivå:
| Karta                       | Nr                                  | Namn                   | Administrativt säte                                       | Kinesiska Pinyin | Befolkning (2010) |
| --------------------------- | ----------------------------------- | ---------------------- | --------------------------------------------------------- | ---------------- | ----------------- |
|                             |                                     |                        |                                                           |                  |                   |
| — Städer på prefekturnivå — |                                     |                        |                                                           |                  |                   |
| 6                           | Guiyang                             | Yunyan-distriktet      | 贵阳市 Guìyáng shì                                        | 4 324 561        |                   |
| 1                           | Bijie                               | Qixingguan-distriktet  | 毕节市 Bìjíe shì                                          | 6 536 370        |                   |
| 2                           | Zunyi                               | Honghuagang-distriktet | 遵义市 Zūnyì shì                                          | 6 127 009        |                   |
| 3                           | Tongren                             | Bijiang-distriktet     | 铜仁市 Tóngrén shì                                        | 3 092 365        |                   |
| 4                           | Liupanshui                          | Zhongshan-distriktet   | 六盘水市 Liùpánshuǐ shì                                   | 2 851 180        |                   |
| 5                           | Anshun                              | Xixiu-distriktet       | 安顺市 Ānshùn shì                                         | 2 297 339        |                   |
| — Autonoma prefekturer —    |                                     |                        |                                                           |                  |                   |
| 7                           | Qianxinan (för Buyei & Miao-folken) | Xingyi                 | 黔西南布依族苗族自治州 Qiánxī'nán bùyīzú miáozú zìzhìzhōu | 2 805 857        |                   |
| 8                           | Qiannan (för Buyei & Miao-folken)   | Duyun                  | 黔南布依族苗族自治州 Qiánnán Bùyīzú Miáozú Zìzhìzhōu      | 3 231 161        |                   |
| 9                           | Qiandongnan (för Miao & Dong)       | Kaili                  | 黔东南苗族侗族自治州 Qiándōngnán Miáozú Dòngzú Zìzhìzhōu  | 3 480 626        |                   |

## Politik
Den politiska makten i Guizhou utövas officiellt av provinsen Guizhous folkregering, som leds av den regionala folkkongressen och guvernören i provinsen. Dessutom finns det en regional politiskt rådgivande konferens, som motsvarar Kinesiska folkets politiskt rådgivande konferens och främst har ceremoniella funktioner. Provinsens guvernör sedan december 2015 är Sun Zhigang.
I praktiken utövar dock den regionala avdelningen av Kinas kommunistiska parti den avgörande makten i Guizhou och partisekreteraren i regionen har högre rang i partihierarkin än guvernören. Sedan juli 2015 heter partisekreteraren Chen Miner.